# Kreischa
Kreischa là một đô thị thuộc huyện Sächsische Schweiz-Osterzgebirge, bang Sachsen, Đức. Đô thị Kreischa có diện tích 28,97 km². Đô thị này giáp với Dresden và có 14 khu dân cư.
Kreischa is kết nghĩa với:
- Loffenau district Rastatt, Baden-Württemberg, Đức từ năm 1990

Các khu dân cư:
- Babisnau
- Bärenklause
- Brösgen
- Gombsen
- Kautzsch
- Kleba
- Kleincarsdorf
- Lungkwitz
- Quohren
- Saida
- Sobrigau
- Theisewitz
- Kreischa-Wittgensdorf
- Zscheckwitz